# Valery Chkalov
Valery Pavlovich Chkalov (em russo:  Валерий Павлович Чкалов; 2 de fevereiro de 1904 – 15 de dezembro de 1938) foi um piloto de teste russo que recebeu o título de Herói da União Soviética (1936).

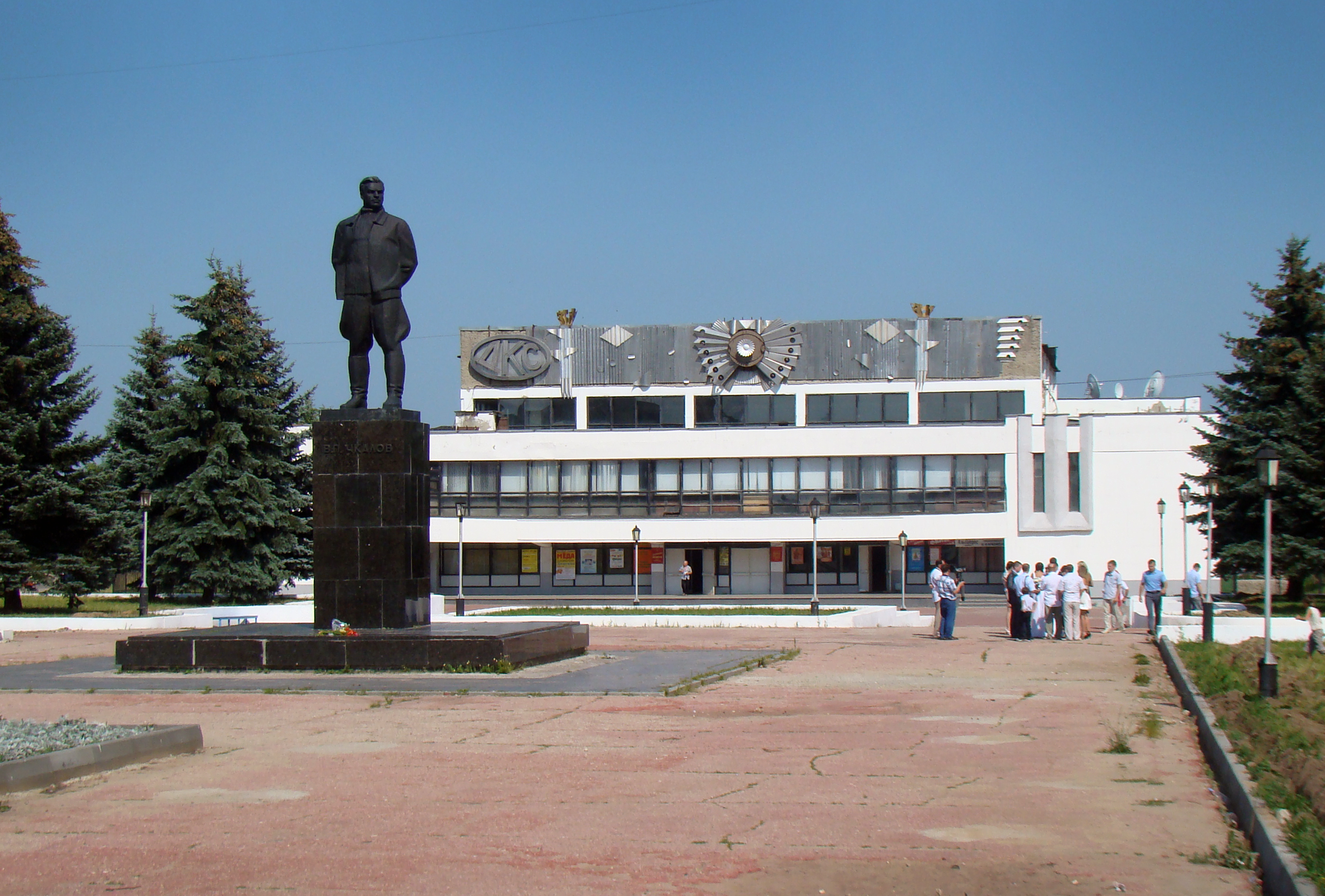
Estátua de Chkalov em Chkalovsk, Rússia

Chkalov nasceu em 1904 na Região do Volga superior, na cidade de Vasilyevo (atualmente denominada Chkalovsk em sua homenagem), próximo a Nijni Novgorod.

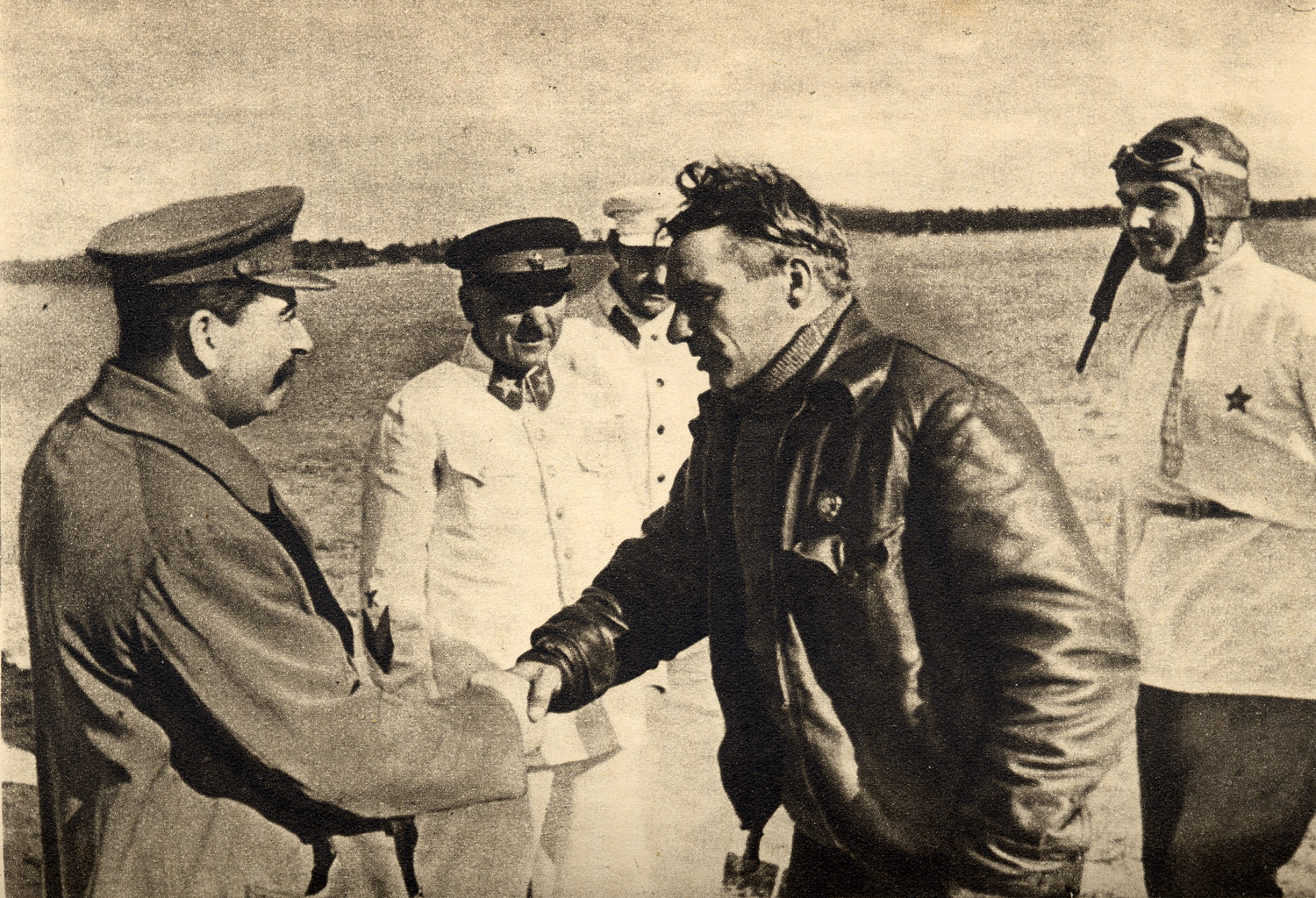
Chkalov com Josef Stalin

Chkalov morreu em 15 de dezembro de 1938 quando pilotava um protótipo do Polikarpov I-180. Suas cinzas estão depositadas na Necrópole da Muralha do Kremlin